# Mariette Hansson
Pour les articles homonymes, voir Hansson.
Mariette Petra Carola Hansson (née le 23 janvier 1983 à Harplinge), connue sous le nom de MaryJet ou simplement Mariette, est une chanteuse suédoise.

## Biographie
Mariette Hansson a participé à l'émission Sikta mot stjärnorna en 1999 en imitant la chanteuse Amanda Marshall. Elle est plus connue pour avoir participé au télé-crochet Idol en 2009. En 2014, elle part en tournée avec la chanteuse Ace Wilder.
Mariette est une participante régulière du Melodifestivalen, la sélection nationale de la Suède à l'Eurovision.
Elle a participé au Melodifestivalen 2015 où elle a fini troisième avec sa chanson Don't Stop Believing (single d'or en Suède), au Melodifestivalen 2017 où elle a terminé à la quatrième place avec A Million Years (single de platine en Suède), au Melodifestivalen 2018 où elle finit cinquième avec For You, au Melodifestivalen 2020 où elle finit dixième avec Shout It Out et au Melodifestivalen 2023, où elle termine à la huitième place avec One Day.

## Discographie
- In This Skin (2008)
- My Revolution, EP (2015)